# Генчо Узунов
Генчо Янков Узунов е български писател хуморист.

## Биография
Генчо Узунов е роден на 28 октомври 1919 г. в Стара Загора.
Работи като журналист във в. „Отечествен фронт“ (1953-1958), редактор (1958-1969) и заместник главен редактор (1969-1990) на в. „Стършел“. Автор е на сборниците „Пиперлия доклад“ (1957, в съавторство с Емил Робов), „Шопска салата“ (1962), „Зоология на нашето време“ (1965), „Скромни делници“ (1967), „Кой от двамата“ (1971), „Тайната вечеря“ (1978), „Песен за глухи“ (1979), „Поклоник на красотата“ (1985) и др. Автор е на пиесата „Нашите мечти“ (1952, в съавторство с Емил Робов), на повестта „Искам да живея“ (1968) и др.
Умира на 1 февруари 2003 г. в дома на дъщеря си Ружа в София.

## Награди
- Носител е на наградите „Чудомир“ и „Златното перо“.[3]